# Yardena Alotin
Yardena Alotin (Hebreu: ירדנה אלוטין; Abril 19, 1930 a Tel-Aviv – Octubre 4, 1994 a New York City) fou una compositora i pianista israeliana.

## Biografia
Yardena Alotin és l'única dona compositora coneguda de la seua generació. Va estudiar de 1948 a 1950 al Music Teachers College de Tel-Aviv i després de 1950 a 1952 a l'Israel Music Academy. Entre els seus professors es trobaven Alexander Uriah Boskovich (teoria), Mordecai Seter (harmonia, contrapunt), Paul Ben-Haim (orquestrador), Ilona Vincze-Kraus (piano) i Ödön Pártos (composició). El seu primer treball va ser Yefei Nof per a un cor mixt, que va guanyar el Premi Nissimov i va ser estrenat pel Cor Rinat de Tel-Aviv i el Festival Internacional de París el 1956. Alotin va produir tants treballs didàctics com encàrrecs i va reescriure Yefei Nof per a flauta solista (1978) per a James Galway.
El 1984 va rebre una comissió de la Fundació Tel-Aviv de Literatura i Arts per marcar el setanta-cinquè aniversari de Tel-Aviv.
En 1975 i 1976, Alotin va ser la compositora en residència a la Universitat Bar-Ilan.
El 1998, el marit d'Alotin va donar un fons al seu nom pel suport del rendiment musical israelià.
Gran part de l'obra de Yardena Alotin té un sabor fonamentalment hebreu.

## Obres
Les obres d'Alotin (incloses les obres didàctiques i encarregades) es basen generalment en formes barroques i clàssiques. El canvi de metres i ritmes, tan típic en ella, apareix ja en el seu primer treball Yefei Nof per a un cor mixt, que va guanyar el Premi Nissimov i va ser estrenat pel Cor Rinat, del qual va ser membre, a Tel-Aviv i a l'International Paris Festival, 1956. A més d'això, apareixen cantics bíblics en la seva Cantata per a cor a cappella (1958), realitzada al Festival de Música Religiosa de Perusa, 1960 i en la seva Sonata per a violí i piano (1960). En diverses de les seves obres, Alotin utilitza tècniques polifòniques (Lament for string trio [1960]; Piano Trio [1979]), l'heterofonía es pot trobar en altres (Cançó festiva per a cor mixt [1984], encarregat per la Fundació Tel-Aviv per a la Cultura i Art del 75è aniversari de Tel-Aviv). Les riques línies melòdiques líriques, els desenvolupaments dramàtics i l'optimisme natural caracteritzen la major part de la música d'Alotin.
El 1998, el Sr. Yohanan Riverant, el marit d'Alotin, va donar un fons després del seu nom pel suport del rendiment musical israelià. Gràcies a la seva donació, un concert de cada temporada està dedicat a l'actuació de la música d'Alotin, juntament amb obres escrites per altres compositors israelians.
La música de Yardena Alotin ha sigut reclamada internacionalment i ha estat interpretada per tot el món en llocs com el Mann Auditorium, a Tel-Aviv, en el Royal Festival Hall, a Londres, en el Jordan Hall, a Boston i en NHK TV, al Japó. Alotin ha rebut una especial comissió de la Fundació per la literatura i les arts de Tel-Aviv per remarcar el setanta-cinc aniversari de Tel-Aviv en 1984. Per a aquesta ocasió, va escriure Shir Hag per a cor a cappella. la qual va ser interpretada pel Cor Filarmònic d'Israel.
També ha escrit un trio per a violi, cello i piano com a requeriment del Vicom Trio, el qual el va estrenar a Jerusalem en 1980 i als Estats Units en 1987.